# Victor Sjöström
Victor Sjöström (1879. szeptember 20. – 1960. január 3.), svéd filmrendező, színész, forgatókönyvíró és producer. A XX. század első felének legnagyobb hatású svéd filmese, aki az Egyesült Államokban is dolgozott.

## Élete
1879. szeptember 20-án született Silbodalban, Värmland tartományban. Egyéves korában édesapja, Olof Adolf Sjöström a családjával a New York-i Brooklynba költözött. 1886-ban meghalt édesanyja, ezután visszatért Svédországba, ahol a rokonainál lakott Stockholmban. 17 évesen kezdte el színészi karrierjét amikor egy vándorszíntársulathoz csatlakozott.
A színháztól később átkerült a filmiparba, első filmjét 1912-ben készítette Mauritz Stiller irányítása alatt. 1923-ig 41 némafilmet rendezett Svédországban, ezek közül mára sajnos néhány már elveszett. Egyik leghíresebb munkája az 1921-ben bemutatott A halál kocsisa volt, melynek alapjául a Nobel-díjas Selma Lagerlöf regénye szolgált. A produkció Sjöströmt a legkiválóbb némafilmrendezők soraiba emelte. Legtöbb filmjére jellemző a finom karakterábrázolás, remek történetvezetés és hatásos látványvilág, melyben a svéd táj gyakran kulcsfontosságú szerepet játszik pszichológiai értelemben. Az akkoriban forradalminak számító naturalista hatású filmjeinek hangulatát csak fokozták az eredeti helyszíneken történő felvételek. Ami azt jelentette, hogy a vidéki és falusi jeleneteket nem stúdióban, hanem helyben vette fel.
A hazai sikerei után aláírt egy szerződést Louis B. Mayer hollywoodi stúdiófőnökkel, és Amerikába ment dolgozni. A svéd filmjeiben színészként is feltűnt, de az amerikai munkáiban már csak kizárólagosan rendezéssel foglalkozott. Első Hollywoodban készített filmje az 1924-ben bemutatott Name the Man volt. Ezután még nyolc némafilmet gyártott Amerikában az 1930-as első hangosfilmjéig, olyan korabeli filmsztároknak rendezett, mint: Greta Garbo, John Gilbert, Lillian Gish, Lon Chaney és Norma Shearer.
A hangosfilmek betörésével kényelmetlenül érezte magát, ezért visszatért Svédországba, ahol még további két filmet rendezett az utolsó 1937-ben bemutatott munkájáig, az angol nyelvű és Egyesült Királyságban forgatott Under the Red Robe című drámáig. A következő tizenöt évben Sjöström a színészetre fókuszált. Többször dolgozott együtt Ingmar Bergmannal is. Sjöström volt a producere Bergman első nagyjátékfilmjének, a Válságnak. 1950-ben színészként is játszott A boldogság felé című Bergman filmben, majd hét évvel később 78 éves korában, utolsó, egyben legemlékezetesebb alakítását nyújtotta egy öreg professzor szerepében A nap végében.
1960. január 3-án 80 évesen hunyt el Stockholmban, a fővárosban található Északi temetőben helyezték örök nyugalomra.

## Fontosabb filmjei rendezőként
- 1913: Ingeborg Holm
- 1917: Terje Vigen – Száműzöttek (Terje Vigen)
- 1917: Berg-Eyvind és asszonya (Berg-Ejvind och hans hustru)
- 1921: A halál kocsisa (Körkarlen)
- 1924: Akit arcul csaptak (He Who Gets Slapped)
- 1926: A skarlát betű (The Scarlet Letter)
- 1928: Az asszony ingatag (The Divine Woman)
- 1928: A szél (The Wind)

## Fordítás
- Ez a szócikk részben vagy egészben  a   Victor_Sjöström című angol Wikipédia-szócikk fordításán alapul.  Az eredeti cikk szerkesztőit annak laptörténete sorolja fel. Ez a jelzés csupán a megfogalmazás eredetét és a szerzői jogokat jelzi, nem szolgál a cikkben szereplő információk forrásmegjelöléseként.